# Porażenie międzyjądrowe
Porażenie międzyjądrowe (ang. internuclear ophthalmoplegia, IO) - neurologiczny zespół objawów spowodowany uszkodzeniem pęczka podłużnego przyśrodkowego, łączącego jądro nerwu odwodzącego z jądrem ruchowym nerwu okoruchowego. Porażenie objawia się niemożnością przywiedzenia gałki ocznej po stronie uszkodzenia z jednoczesnym wystąpieniem oczopląsu w oku odwodzonym po stronie przeciwnej do uszkodzenia. Najczęstsze przyczyny porażenia międzyjądrowego to stwardnienie rozsiane (zwłaszcza w młodym wieku lub gdy porażenie jest obustronne) i zmiany naczyniowe. Inne, rzadsze przyczyny to zapalenie pnia mózgu, guzy pnia, jamistość opuszki, zatrucia lekami, encefalopatia Wernickego. 